# Lista de municípios de Córdova (província da Espanha)
Esta é uma lista de municípios da província espanhola de Córdova, situada na comunidade autónoma da Andaluzia.
| Nome                             | Pop. (2002) |
| Adamuz                           | 4,455       |
| Aguilar de la Frontera           | 13,508      |
| Alcaracejos                      | 1,423       |
| Almedinilla                      | 2,547       |
| Almodóvar del Río                | 7,079       |
| Añora                            | 1,582       |
| Baena                            | 19,784      |
| Belalcázar                       | 3,712       |
| Belmez                           | 3,705       |
| Benamejí                         | 4,847       |
| Los Blázquez                     | 688         |
| Bujalance                        | 8,066       |
| Cabra                            | 20,711      |
| Cañete de las Torres             | 3,295       |
| Carcabuey                        | 2,827       |
| Cardeña                          | 1,801       |
| La Carlota                       | 10,736      |
| El Carpio                        | 4,449       |
| Castro del Río                   | 8,064       |
| Conquista                        | 497         |
| Córdova                          | 314,805     |
| Doña Mencía                      | 4,971       |
| Dos Torres                       | 2,617       |
| Encinas Reales                   | 2,373       |
| Espejo                           | 3,884       |
| Espiel                           | 2,418       |
| Fernán Núñez                     | 9,495       |
| Fuente la Lancha                 | 413         |
| Fuente Obejuna                   | 5,743       |
| Fuente Palmera                   | 9,897       |
| Fuente-Tójar                     | 810         |
| La Granjuela                     | 501         |
| Guadalcázar                      | 1,193       |
| El Guijo                         | 406         |
| Hinojosa del Duque               | 7,797       |
| Hornachuelos                     | 4,687       |
| Iznájar                          | 4,854       |
| Lucena                           | 37,669      |
| Luque                            | 3,286       |
| Montalbán de Córdoba             | 4,510       |
| Montemayor                       | 3,839       |
| Montilla                         | 23,235      |
| Montoro                          | 9,488       |
| Monturque                        | 1,966       |
| Moriles                          | 3,747       |
| Nueva Carteya                    | 5,590       |
| Obejo                            | 1,560       |
| Palenciana                       | 1,584       |
| Palma del Río                    | 19,448      |
| Pedro Abad                       | 2,908       |
| Pedroche                         | 1,784       |
| Peñarroya-Pueblonuevo            | 12,559      |
| Posadas                          | 7,015       |
| Pozoblanco                       | 16,545      |
| Priego de Córdoba                | 22,558      |
| Puente Genil                     | 27,720      |
| La Rambla                        | 7,362       |
| Rute                             | 10,045      |
| San Sebastián de los Ballesteros | 852         |
| Santa Eufemia                    | 1,101       |
| Santaella                        | 5,927       |
| Torrecampo                       | 1,424       |
| Valenzuela                       | 1,408       |
| Valsequillo                      | 440         |
| La Victoria                      | 1,748       |
| Villa del Río                    | 7,265       |
| Villafranca de Córdoba           | 3,707       |
| Villaharta                       | 650         |
| Villanueva de Córdoba            | 9,478       |
| Villanueva del Duque             | 1,743       |
| Villanueva del Rey               | 1,237       |
| Villaralto                       | 1,484       |
| Villaviciosa de Córdoba          | 3,774       |
| El Viso                          | 2,955       |
| Zuheros                          | 880         |